# Amt Ricklingen

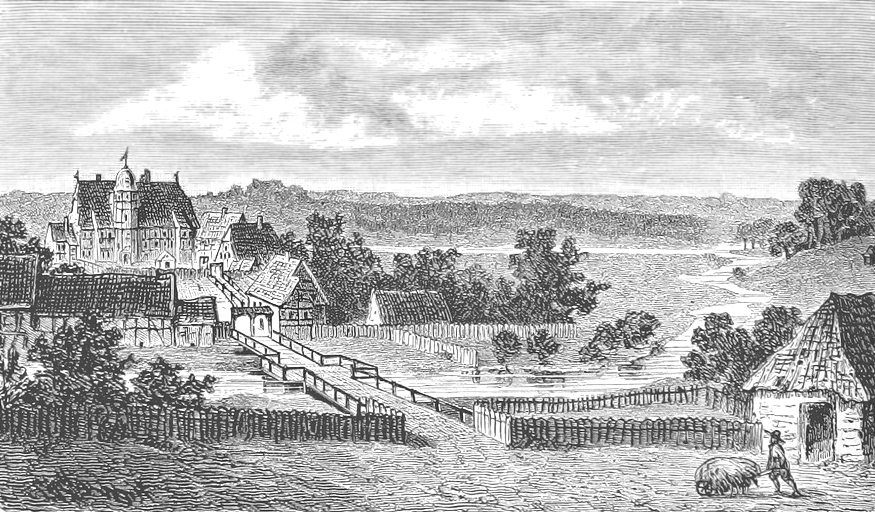
Sitz des Amtes auf Schloss Ricklingen, Merian-Stich um 1650

Das Amt Ricklingen war ein historisches Verwaltungsgebiet des Fürstentums Calenberg, später des Königreichs Hannover.

## Geschichte
Der Amtssprengel ging aus den Besitzungen der Grafen von Roden hervor, die um 1225 das Schloss Ricklingen als Wasserburg errichten ließen. 1333 ging das Gebiet in welfischen Besitz über, war aber in der nachfolgenden Zeit häufig verpfändet. 1852 wurde das Amt um die früher zum Amt Neustadt am Rübenberge gehörige Vogtei Basse vergrößert. 1859 ging es im Amt Neustadt am Rübenberge auf.

## Amtmänner
- 1623–1632: Erich Behling (1596–1667)
- 1818–1853: Carl Wilhelm Ludwig von Alten, Drost, 1833 Oberhauptmann
- 1853–1859: Georg Ludwig Theodor Ribbentrop, Amtmann